# Хадросаури
Хадросаури (преведено значење гломазни гуштери) су живели у горњој креди, геолошком периоду пре око 80 до 70 милиона година. Обитавали су на подручјима данашње Азије, Европе и Северне Америке. 
Њушке су им биле широке и пљоснате, сличне пачијем кљуну па су познати и под називом патколики диносауруси.
Били су биљоједи и живели су у шумама. Кљунови су им били добро прилагођени за чупање и кидање листова и грана. Предњи део вилице је био без зуба, а задњи је садржао на стотине ситних зуба којима су млели тврду биљну храну. У основи су били исти, али су се кљунови разликовали у облику кор различитих представника ове врсте, зависно од локалитета и врсте биљака које су конзумирали.
Висина  зависно од рода је била од 7 до 12 метара и имали су тежину од 2. до 4. тоне. 
Диносаурусе из рода група хадросаурида одликује један шупљи коштани израштај на врху главе који се зове коштана или кранијална креста. Облик кранијалне кресте је варирао од рода до рода, а њена улога још није у потпуности позната. С обзиром да је била повезана са носним отворима предпоставља се да је највероватније служила за производњу звука и комуникацију међу хадросаурусима исте врсте. Такође постоје и теорије да је имала и терморегулациону  улогу и да је њена величина зависила од пола.

Подврсте из рода Хадросаурида
| српски назив   | латински назив | доба        |
| -------------- | -------------- | ----------- |
| анатосаурус    |                | горња креда |
| бактросаурус   |                | горња креда |
| едмонтосаурус  |                | горња креда |
| коритосаурус   |                | горња креда |
| критосаурус    |                | горња креда |
| ламбеосаурус   |                | горња креда |
| мајасаура      |                | горња креда |
| парасауролофус |                | горња креда |
| сауролофус     |                | горња креда |
| хадросаурус    |                | горња креда |
| хипакросаурус  |                | горња креда |
| чинтаосаурус   |                | горња креда |
| шантунгосаурус |                | горња креда |